# カ・デ・ブー
カ・デ・ブー（英：Ca da Bou）とは、スペイン領バレアス諸島原産の闘用犬種である。しかし、ペット・ショードッグ用として改良され、現在は闘犬として使われていない。別名はドゴ・マヨルキン（英：Dogo Mallorquin）、マヨルカン・マスティフ（英：Mallorquin Mastiff）、ペロ・デ・プレサ・マヨルキン（英：Perro de Presa Mallorquin）。原産地では一般的にカ・デ・ブーの名で呼ばれる。

## 歴史
古くからバレアス諸島で使われていて、マスティフタイプの犬やブルドッグタイプの犬の血を引く子孫であるといわれている。地元の人には番犬や闘犬として使われていて、親しまれている犬種である。カ・デ・ブーの犬種名はカタルーニャ語に由来している。
闘犬が禁止されてからは番犬としてのみ使われるようになり、かつてと同じく大切に保護され続けたために絶滅の道を歩まずに済んだ。又、ユニークな姿をしている事がスペイン本土に知られるようになると、ショードッグとしても使われるようになり、気性が更に和らげられた。その後、1964年にはFCIに公認犬種として登録され、性格の良いマスティフタイプの犬種としてヨーロッパで人気を得ている。

## 特徴
頭部が大きく、がっしりとした体つきをしている。折れ耳、垂れ尾でコートはスムースコート、毛色はフォーンやブラック、ブラウンなどでマズルの黒いブラック・マスクを持つものもいる。体高は雄55～58cm、雌52～55cmで体重は雄35～38kg、雌30～34kgの中型犬。性格は大人しく、物静かで主人家族と遊ぶことが大好きであるが、力が強いのでしっかりと静止が効くように躾ける必要がある。尚、マスティフタイプの犬種であるため、よだれの量は多い。

## 参考
- 『日本と世界の愛犬図鑑2007』（辰巳出版）佐草一優監修
- 『デズモンド・モリスの犬種事典』（誠文堂新光社）デズモンド・モリス著書、福山英也、大木卓訳 誠文堂新光社、2007年
- 『日本と世界の愛犬図鑑2009』（辰巳出版）藤原尚太郎編･著